# 脇町大字猪尻
脇町大字猪尻（わきまちおおあざいのしり）は、徳島県美馬市の大字。2010年10月1日現在の人口は2,033人、世帯数は807世帯。郵便番号は〒779-3602。

## 地理
美馬市の中央部に位置。南は吉野川を隔てて穴吹町三島、西は南流する大谷川を境に脇町大字脇町、北は脇町大字北庄、東は脇町に接する。
大谷川のつくる小扇状地左岸に市街地を形成し、右岸脇町地区とは5つの橋で結ばれ一体化している。東部は吉野川のつくる沖積地で水田が広がる。

### 河川
- 吉野川
- 大谷川

### 小字
- 古作
- 庄
- 建神社下南
- 土井
- 道犬
- 西上野
- 西ノ久保
- 西分
- 八幡神社下南
- 東分
- 若宮南

## 歴史
- 2005年（平成17年）3月1日 - 美馬郡脇町が木屋平村・穴吹町・美馬町と合併して美馬市となり、現在の町名となる。

## 施設

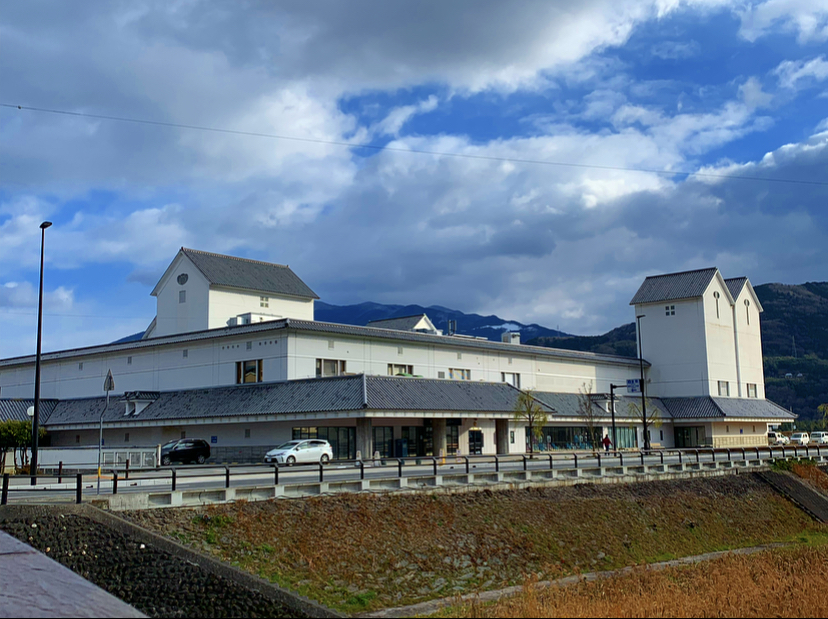
美馬市地域交流センター（ミライズ）

- 脇町劇場 - ヘリテージング100選・にし阿波お勧めビューポイント100選選定
- 旧長岡家住宅 - 国の重要文化財
- 最明寺 - 阿波西国三十三観音霊場・四国三十六不動尊霊場
- 美馬市立脇町中学校
- 美馬市立脇町小学校
- 美馬市地域交流センター（ミライズ）
- 脇町郵便局
- 徳島農政事務所美馬支所

かつて存在した施設
- ショッピングコアパルシー
- クニミ薬品本社

## 交通

### 道路
都道府県道
- 徳島県道12号鳴門池田線
- 徳島県道251号脇町曽江線
- 徳島県道252号大谷脇町線